# 育馬者盃一哩大賽
育馬者盃一哩大賽（Breeders' Cup Mile）是每年在美國（其中一年在加拿大舉行）的育馬者盃賽事之一，路程為草地1哩（約1609米），為國際一級賽，限3歲或以上的馬匹參加。總獎金達200萬美元。